# New Super Mario Bros.
New Super Mario Bros. ist ein Videospiel des japanischen Unternehmens Nintendo für das tragbare Videospielsystem Nintendo DS. Es handelt sich dabei um ein 2D-Jump-’n’-Run-Spiel. Es erschien in Europa am 30. Juni 2006. Auf der Electronic Entertainment Expo 2009 wurde von Nintendo der Nachfolger New Super Mario Bros. Wii angekündigt, weitere Spiele führen die Serie fort, siehe Nachfolger.
Die Bezeichnung „New“ im Titel kommt daher, dass bei New Super Mario Bros. das klassische Spielprinzip des ersten Super Mario Bros. für das NES wieder aufgegriffen wurde. Nintendo leitete mit New Super Mario Bros. eine Renaissance der 2D-Jump-’n’-Run-Spiele ein, nachdem mit dem aufkommenden Einzug der 3D-Spiele, diese zunächst fast vollkommen verdrängt worden waren. Das Spiel ist mit über 30,8 Millionen verkauften Einheiten das meistverkaufte Nintendo-DS-Spiel.

## Spielbeschreibung
Wie bei den meisten Super-Mario-Spielen wird auch in diesem Spiel Prinzessin Peach entführt. Der Spieler muss sich mit Mario auf den Weg machen, um sie zu retten. Dabei durchquert er Eislevel, Wüsten, Schlösser usw. Das Spiel umfasst 80 Level in acht Welten; zwei davon müssen erst freigeschaltet werden. Enthalten sind außerdem 18 Minispiele und ein Zweispielermodus, in dem ein Spieler Mario und der andere Luigi spielt.

### Steuerung
New Super Mario Bros. wird hauptsächlich mit dem Steuerkreuz der Konsole gespielt. Mit dem Touchscreen werden die Minispiele gesteuert sowie die Items und die Welten in einem Kartenbildschirm ausgewählt. Mit Mario kann man, wie in den älteren Mario-Spielen, rennen, springen, Blöcke zerschlagen und Röhren betreten. Neu gegenüber allen anderen Mario-2D-Spielen ist allerdings die Stampfattacke als Mario ohne vorheriges Verwenden eines Items, der Wandsprung und das Seilschwingen, das es dem Spieler ermöglicht, an höhergelegene Orte zu kommen.
Als Items gibt es den Superpilz, die Feuerblume, den Superstern, den 1-up-Pilz, den Mega-Pilz, den Mini-Pilz sowie als einziges Item, das es nur in New Super Mario Bros. gibt, den blauen Koopa-Panzer. Mit diesem kann sich Mario in einen Koopa verwandeln und auf dem Boden schlittern.

## Nachfolger

### New Super Mario Bros. Wii
Auf der Electronic Entertainment Expo 2009 wurde von Nintendo das Spiel „New Super Mario Bros. Wii“ angekündigt, das für die Wii am 20. November 2009 in Europa erschienen ist. Die wichtigste Neuerung ist der Mehrspielermodus, der mit bis zu vier Spielern gleichzeitig gespielt werden kann. Man kann je nach Situation sich gegenseitig helfen oder gegeneinander spielen.

### New Super Mario Bros. 2
Im April 2012 kündigte Satoru Iwata New Super Mario Bros. 2 an, das weltweit im Juli und August 2012 für den Nintendo 3DS erschien.

### New Super Mario Bros. U
Zum Release der Wii U erschien als Starttitel New Super Mario Bros. U, der auf der vorab präsentierten Demo von New Super Mario Bros. Mii basiert. Erstmals unterstützt ein Ableger der New-Super-Mario-Bros.-Reihe hochauflösende Grafik in 720p. Weitere Neuerungen sind die Einbindung des Wii-U-Gamepads, so dass insgesamt fünf Personen am Spielgeschehen teilnehmen können, und des sozialen Netzwerks Miiverse. Die Weltkarte besteht nun aus einer zusammenhängenden Karte, ähnlich wie bei Super Mario World.